# 史忠恒

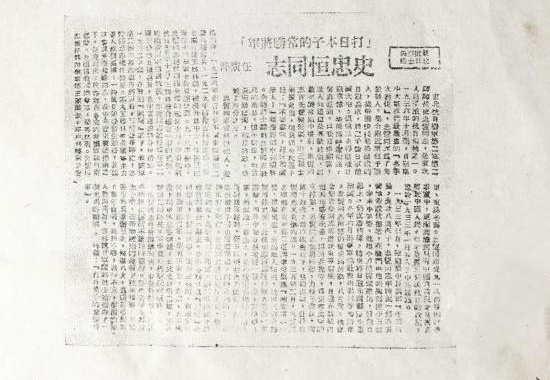
延安《解放日报》刊载的史忠恒传略

史忠恒（1906年—1936年10月），吉林省永吉县人，东北抗日联军将领，曾任东北抗日联军第二军二师师长，东北抗日联军第一路军第五师师长等职，2015年8月入选著名抗日英烈、英雄群体名录。

## 生平
1906年，史忠恒出生于清朝吉林省永吉县的一个贫苦农民家庭，早年在吉林督军署卫队团当兵，后转至王德林的东北军步兵二十七旅七团三营。1932年王德林义举成立“中国国民救国军”后，史忠恒任救国军第一团九连副连长，很快又被提升为三营营长。1933年1月，他的部队被中共宁安县委改编为东北抗日救国游击军后，史忠恒被任命为第三团团长。1933年3月下旬，他率部在宁安县团山子打死打伤日本关东军凤岛大佐四百余人。同年9月，他率部与汪清县抗日游击队、珲春县抗日游击队联合攻打东宁县城，在战斗中负伤，被汪清县游击队员所救。伤愈后，他被任命为抗日救国游击军第十四旅旅长。1934年初，他加入中国共产党。
1936年，史忠恒的部队与东北人民革命军第二军三、四团合并成第二师，史忠恒任师长。同年3月，人民革命军第二军改编为东北抗日联军第二军，他继续担任二师师长。同年7月，抗联第二军被编入抗联第一路军，二军二师被改编为第五师，史忠恒任师长。同年10月，日军对抗联队伍发动大规模的冬季大讨伐。史忠恒在与日军的战斗中双腿和腹部中弹，在被转送苏联医治的途中牺牲，时年30岁。

## 评价
中共延安时期机关报《解放日报》称史忠恒是“常胜将军”、“优秀党员”，称他的牺牲是抗联的重大损失。